# Maurice Desimpelaere
Frédéric Maurice Desimpelaere (Ledegem, 28 maggio 1920 – Wevelgem, 30 gennaio 2005) è stato un ciclista su strada e pistard belga.
Professionista tra il 1942 e il 1950, vinse l'edizione 1944 della Parigi-Roubaix.

## Palmarès
- 1944 (Alcyon-Dunlop, una vittoria)

Parigi-Roubaix
- 1945 (Alcyon-Dunlop, due vittorie)

Grand Prix d'Espéraza
Grote Prijs Stad Vilvoorde
- 1946 (Alcyon-Dunlop, tre vittorie)

2ª tappa À travers la Belgique
Classifica generale À travers la Belgique
Bruxelles-Moorslede
- 1947 (Alcyon-Dunlop, tre vittorie)

Gand-Wevelgem
Bruxelles-Moorslede
Paris - Montceau-les-Mines
- 1948 (Alcyon-Dunlop, una vittoria)

Circuit de Flandre occidentale
- 1949 (Alcyon-Dunlop, una vittoria)

Paris-Saint-Étienne

## Piazzamenti

### Classiche monumento
- Milano-Sanremo

1949: 9º
- Giro delle Fiandre

1943: 12º
1944: 27º
1946: 22º
1949: 11º
- Parigi-Roubaix

1943: 12º
1944: vincitore
1945: 5º
1948: 23º
- Liegi-Bastogne-Liegi

1943: 32º